# Veliko Boldino
Veliko Boldino (rus. Большо́е Бо́лдино) - selo koje je nekad pripadalo Sergeju Puškinu, ocu pjesnika A.S. Puškina u Nižnjenovgorodskoj oblasti; administrativni centar Boljšeboldinskog seoskog sovjeta i Boljšeboldinskog rajona.
Veliko Boldino se nalazi 230 km jugoistočno od Nižnjeg Novgoroda, 100 km sjeverno od Saranska i 38 km od željezničke postaje Užovka.

## Povijest
Prvi put se Veliko Boldino spominje u dokumentima 16. stoljeća pod nazivom "Zabortniki", a već tada je pripadalo obitelji Puškin. Pjesnikov djed je u Boldinu izgradio kamenu crkvu u ime Uznesenja presvete Bogorodice. Sam A.S. Puškin je boravio u selu triput (1830., 1833., 1834.) i uspješno radio na svojim djelima (v. Boldinska jesen).

## Muzej-park
Puškinova mjesta su zaštićenima proglasili sami stanovnici 1918. Očuvan je park, Puškinov najdraži lug Lučinnik, restaurirani majur s kompleksom zgrada, koji je postao središte muzeja-parka. Godine 1974. restaurirana je kuća u kojoj je radio, a 1979. postavljen mu je spomenik. U muzeju se održavaju Puškinovi praznici.
U sastav muzeja ulazi također imanje Ljvovka koje se nalazi 8 km od Boldina, koje je pripadalo pjesnikovom starijem sinu, Aleksandru Aleksandroviču.

## Ratni veterani
- U Velikom Boldinu se rodio, pohađao osnovnu školu i radio u kolhozu Heroj Sovjetskog Saveza zapovjednik Aleksandr Smolin, po kojemu je nazvana škola i jedna od ulica u selu.[7]
- U selu je živio i umro Semjon Lozgačov, kavaljer ordena Slave.[8]

## Galerija
- Majur obitelj Puškin, danas muzej "A.S. Puškin".
- Ribnjak u parku.
- Kapelica Arkanđela Mihovila.
- Uspenska crkva.

## Vanjske poveznice
- Muzej A.S. Puškina "Boldino"
- Puškinska mjesta  Arhivirana inačica izvorne stranice od 24. lipnja 2013. (Wayback Machine)